# La Baleine qui voulait chanter au Met
Pour plus de détails, voir Fiche technique et Distribution.
La Baleine qui voulait chanter au Met (Willie the Operatic Whale ou The Whale Who Wanted to Sing at the Met) est un court métrage d'animation américain réalisé par Walt Disney Productions, sorti initialement le 20 avril 1946, comme une séquence du film La Boîte à musique, puis seul le 17 août 1955.

## Synopsis
C'est le triste destin d'une baleine, chanteuse d'opéra, depuis sa découverte dans les mers jusqu'à sa chute le succès passé, qui tombe sous les coups de harpons d'hommes bien mal intentionnés.

## Fiche technique
- Titre original : Willie the Operatic Whale
- Autres titres[3] :
  - Brésil : Willie, a Baleia Cantora
  - États-Unis : The Whale Who Wanted to Sing at the Met (titre initial[4])
  - France : La Baleine qui voulait chanter au Met
- Réalisateur : Clyde Geronimi, Hamilton Luske
- Scénario : Irvin Graham
- Animateur : Ward Kimball
- Musique[3] :
- Voix : Nelson Eddy (narrateur et autres voix)
- Production : Walt Disney
- Société de production : Walt Disney Pictures
- Société de  distribution : Buena Vista Pictures
- Format : Couleur (Technicolor) - Son mono
- Durée : 15 min
- Langue : (en)
- Pays de production :  États-Unis
- Dates de sortie :
  - États-Unis Dans La Boîte à musique : 20 avril 1946
  - États-Unis : 17 août 1955[2]

## Commentaires

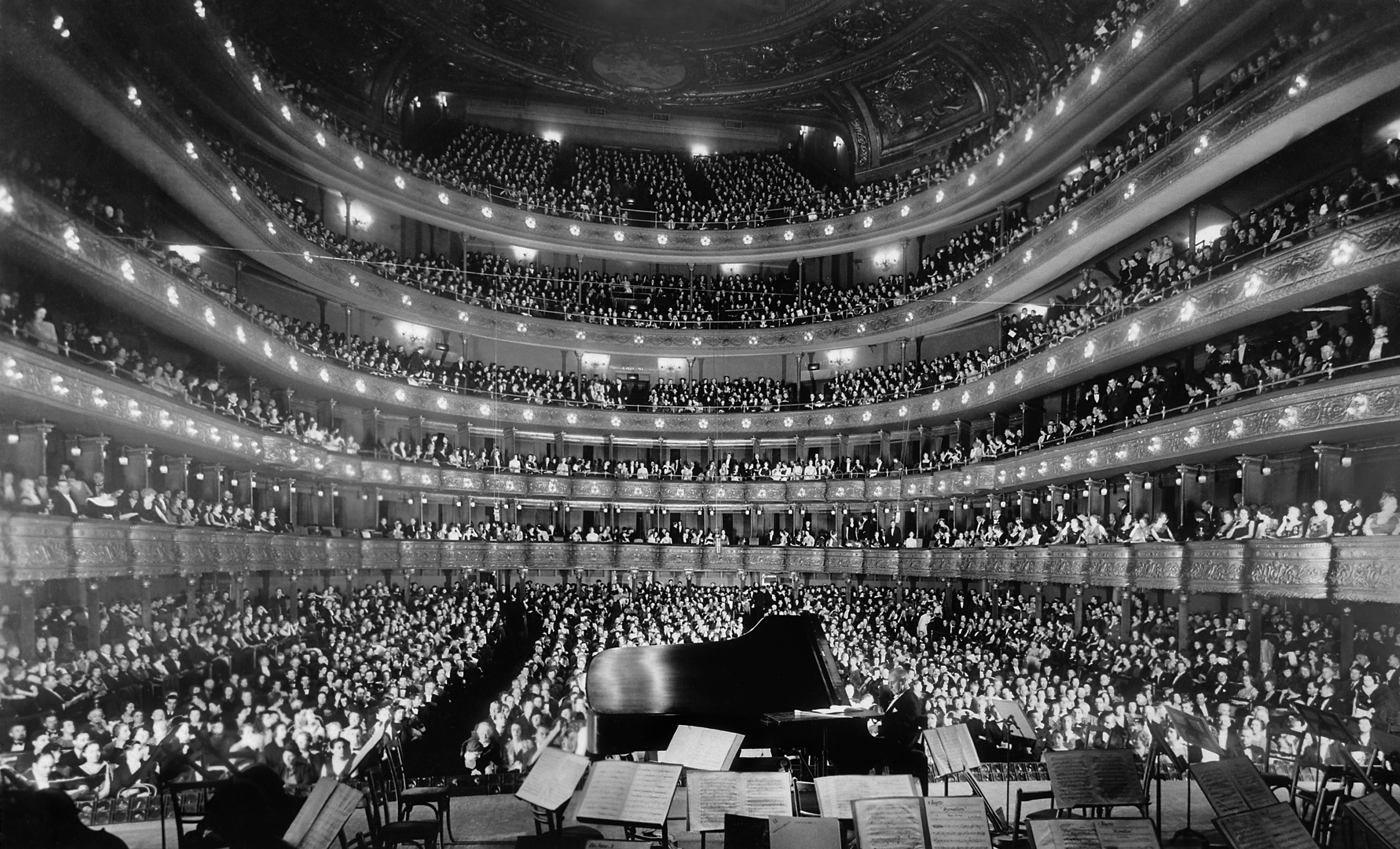
Intérieur de la salle du Metropolitan Opera en 1937 (édifice détruit en 1967).

Le personnage de la baleine Willie de la séquence La Baleine qui voulait chanter au Met a été développé spécialement pour qu'il soit moins effrayant que les autres grands cétacés du cinéma tel que Moby Dick ou Monstro de Pinocchio (1940). Graphiquement, la baleine  est proche de Monstro dans Pinocchio, sa taille faisant peur aux humains mais ayant un caractère plus sympathique.
L'histoire débute avec des coupures de journaux indiquant que les baleines chantent. L'un des humains pouvant confirmer cette histoire s'appelle Tetti Tatti. Une mouette nommée Whitey arrive alors et dépose un journal près d'une baleine. Elle s'appelle Willie et chante Shortnin' Bred, l'un des titres phares du narrateur de la séquence Nelson Eddy. Willie prend Tetti Tatti, que l'on retrouve perché en haut du mât d'un navire, pour un impresario à la recherche de nouveau talent, Willie rêvant alors d'une carrière de chanteur. *
L'apparition de Willie au Metropolitan Opera de New York comporte de nombreux gags. Willie se voit dans le rôle de Tristan chantant avec Isolde, un extrait de Tristan et Isolde de Richard Wagner puis Méphistophélès et Pagliacci.
L'histoire s'arrête brutalement, l'humain nommé Tetti Tatti tuant comme n'importe quelle baleine, la prenant pour une baleine tueuse, un monstre, image souvent associé aux cétacés, ce qui donne une fin abrupte et à l'opposée du message du film. L'intégralité des personnages ont été doublés par Nelson Eddy soit plus de 512 personnages, ce qui inclut le chœur de 400 voix pour l'Ave Maria.
Dans La Baleine qui voulait chanter au Met, Walt Disney parvient à rendre l'opéra accessible au public moyen autrement qu'avec son œuvre Fantasia beaucoup plus imposante et ambitieuse. Il arrive aussi à minimiser l'aspect terrifiant donné jusqu'alors aux grands cétacés tel que Moby Dick ou Monstro de Pinocchio. Le commentaire du narrateur donne, selon Douglas Brode, à la fois dans l'éducation de la mort et dans le militantisme pour la défense des animaux.
Pour Beck, cette séquence est la seule ayant un peu d'intemporalité. Grant fait un parallèle entre Willie l'énorme cétacé et Dumbo le pachyderme à la grande oreille, mais à la différence du héros de Dumbo, Willie meurt et « pour une fois la fantaisie ne se termine pas par une fin heureuse. » Pour Grant cette mort est sans importance, le public jeune et moins jeune ne s'en rappelant pas, associant Willie à un personnage divin qui réalise ses rêves au Paradis.
Selon Maltin, la séquence La Baleine qui voulait chanter au Met est celle qui a été le plus rediffusée à la télévision.